# Poșta (okręg Giurgiu)
Poșta – wieś w Rumunii, w okręgu Giurgiu, w gminie Buturugeni. W 2011 roku liczyła 419 mieszkańców.